# Chan Chaya
Chan Chaya (24 febbraio 1987) è un calciatore cambogiano, di ruolo centrocampista.

## Carriera

### Club
Ha giocato nella prima divisione cambogiana.

### Nazionale
Con la nazionale cambogiana ha esordito nel 2007 e ha disputato una partita di qualificazione ai Mondiali 2010.

## Palmarès

### Club

#### Competizioni nazionali
- Cambodian League: 2

Phnom Penh Crown: 2010, 2011